# Подснежник плосколистный

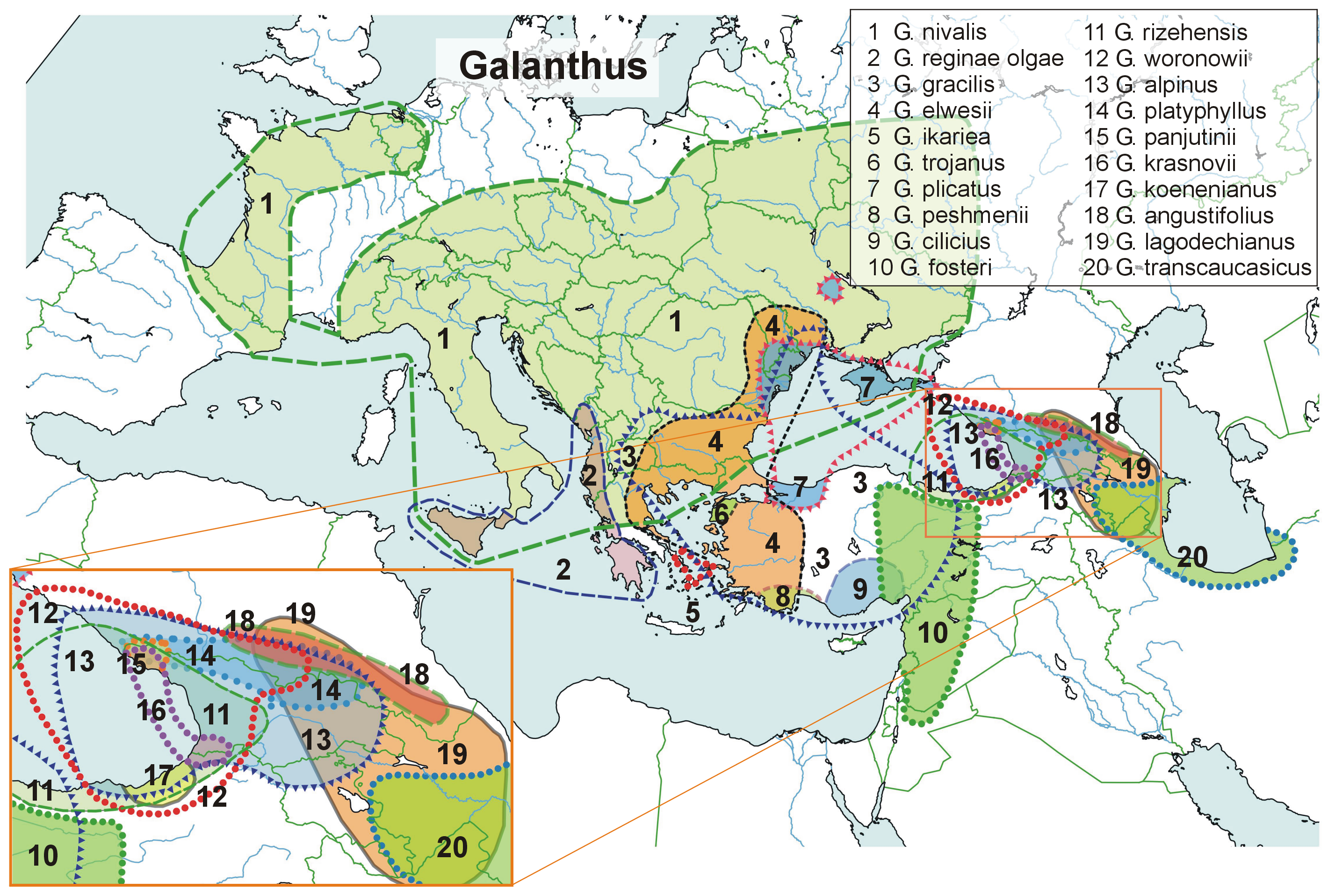
Карта распространения видов подснежника (Galanthus) в Европе и Западной Азии

Подсне́жник плосколи́стный (лат. Galanthus platyphyllus) — многолетние луковичные растения, вид рода Подснежник (Galanthus) семейства Амариллисовые (Amaryllidaceae).

## Распространение и экология
Встречается в Грузии и Северной Осетии. Эндемик.
Растёт на субальпийских и альпийских лугах. Иногда спускается по склонам в ущелья.

## Ботаническое описание
Луковица 4—5 см длиной, 2,5—3,5 см в диаметре, наружные чешуи белые. Влагалище 3—5 см длиной.
Стебель равен листьям или немного превышает их.
Листья тёмно-зелёные, блестящие, широко продолговато-ланцетные, плоские, в верхней части с остроконечием до 20 см длиной, в нижней — сужены в черешок, во время цветения 15—16 см длиной и 1—1,5 см шириной, после цветения 20—25 см длиной и 3—3,5 см шириной.
Цветонос 10—15(20) см длиной, после цветения 20—22 см длиной; крыло 3—5 см длиной; цветоножка 1,5—2 см длиной. Наружные доли околоцветника узко эллиптические или продолговато-яйцевидные, длиной 1,8—2,7 см, шириной 0,8—1,5 см, с заострённой верхушкой; внутренние 0,8—1 см длиной и 0,5 см шириной, обратнояйцевидные, с небольшой выемкой или почти тупые, с зелёным пятном неопрелённой формы или совсем без пятна. Тычинки 0,4—0,5 см длиной, пыльники тупые, на верхушке немного суженные; завязь 0,3—0,4 см в диаметре. Цветёт в апреле — мае.
Число хромосом 2n=24.